# 哈瑟訥爾山

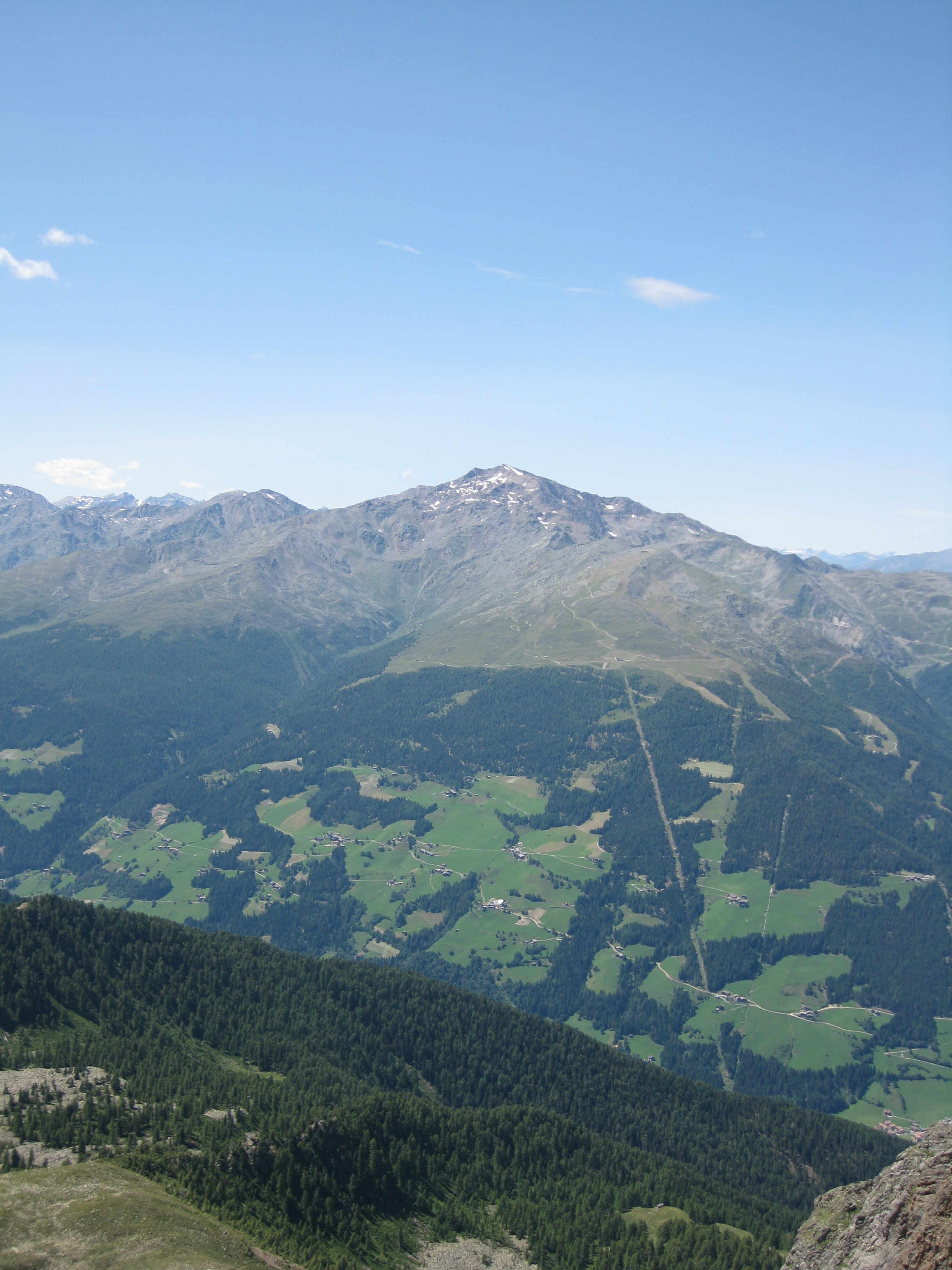

46°32′42″N 10°51′28″E / 46.54500°N 10.85778°E
哈瑟訥爾山（德語：Hasenöhrl），是意大利的山峰，位於該國北部，由博爾扎諾-南蒂羅爾自治省負責管轄，屬於奥特莱斯山的一部分，海拔高度3,257米，人類在1895年8月17日首次登頂。